# Estação Ferroviária de Irun
A Estação Ferroviária de Irun é uma interface das Linhas da Bordéus-Saint-Jean - Irun, Madrid-Hendaye e Bilbao-Hendaye, que serve o Concelho da Irun, em Espanha.　